# Lajos Puskás
Lajos Puskás (ur. 13 sierpnia 1944 w Tetétlen) – piłkarz węgierski grający na pozycji napastnika. W swojej karierze rozegrał 7 meczów w reprezentacji Węgier i strzelił w nich 1 gola.

## Kariera klubowa
Karierę piłkarską Puskás rozpoczynał w klubie Debreceni VSC i w sezonie 1960/1961 zadebiutował w nim w pierwszej lidze węgierskiej. W 1961 roku spadł z nim do drugiej ligi, a w 1963 roku ponownie grał z nim w pierwszej lidze.
W 1964 roku Puskás odszedł z Debreceni VSC do Vasasu Budapeszt. W latach 1965 i 1966 dwukrotnie z rzędu wywalczył z nim mistrzostwo Węgier, a w 1971 roku został wicemistrzem tego kraju. W 1973 roku zdobył Puchar Węgier. Wraz z Vasasem zdobywał też Puchar Mitropa w latach 1965 i 1970. W 1974 roku zakończył karierę piłkarską.

## Kariera reprezentacyjna
W reprezentacji Węgier Puskás zadebiutował 4 października 1964 roku w wygranym 2:0 towarzyskim spotkaniu ze Szwajcarią. W 1966 roku został powołany do kadry na Mistrzostwa Świata w Anglii. Tam był rezerwowym i nie rozegrał żadnego spotkania. Od 1964 do 1969 roku rozegrał w kadrze narodowej 7 meczów i strzelił w nich 1 gola.
| Mecze i gole w reprezentacji | Mecze i gole w reprezentacji | Mecze i gole w reprezentacji | Mecze i gole w reprezentacji | Mecze i gole w reprezentacji | Mecze i gole w reprezentacji | Mecze i gole w reprezentacji |
| #                            | Data                         | Stadion                      | Rywal                        | Wynik                        | Gol                          | Rozgrywki                    |
| 1964                         | 1964                         | 1964                         | 1964                         | 1964                         | 1964                         | 1964                         |
| ---------------------------- | ---------------------------- | ---------------------------- | ---------------------------- | ---------------------------- | ---------------------------- | ---------------------------- |
| 1.                           | 04.10.1964                   | Berno, Szwajcaria            | Szwajcaria                   | 2:0                          | 0                            | towarzyski                   |
| 2.                           | 25.10.1964                   | Budapeszt, Węgry             | Jugosławia                   | 2:1                          | 0                            | towarzyski                   |
| 1966                         |                              |                              |                              |                              |                              |                              |
| 3.                           | 30.10.1966                   | Budapeszt, Węgry             | Austria                      | 3:1                          | 0                            | towarzyski                   |
| 1969                         |                              |                              |                              |                              |                              |                              |
| 4.                           | 14.09.1969                   | Praga, Czechosłowacja        | Czechosłowacja               | 3:3                          | 0                            | el. MŚ 1970                  |
| 5.                           | 24.09.1969                   | Sztokholm, Szwecja           | Szwecja                      | 0:2                          | 0                            | towarzyski                   |
| 6.                           | 05.11.1969                   | Budapeszt, Węgry             | Irlandia                     | 4:0                          | 1                            | el. MŚ 1970                  |
| 7.                           | 03.12.1969                   | Marsylia, Francja            | Czechosłowacja               | 1:4                          | 0                            | el. MŚ 1970                  |

## Kariera trenerska
Po zakończeniu kariery piłkarskiej Puskás został trenerem. Prowadził takie kluby jak: Debreceni MTE, Kaposvári Rákóczi, Diósgyőri VTK, Csepel SC, Debreceni MVSC, Dunaújvárosi Kohász, Vasas SC, Apollon Kalamaria i Bajai SK.